# Max Schultze (Mediziner)

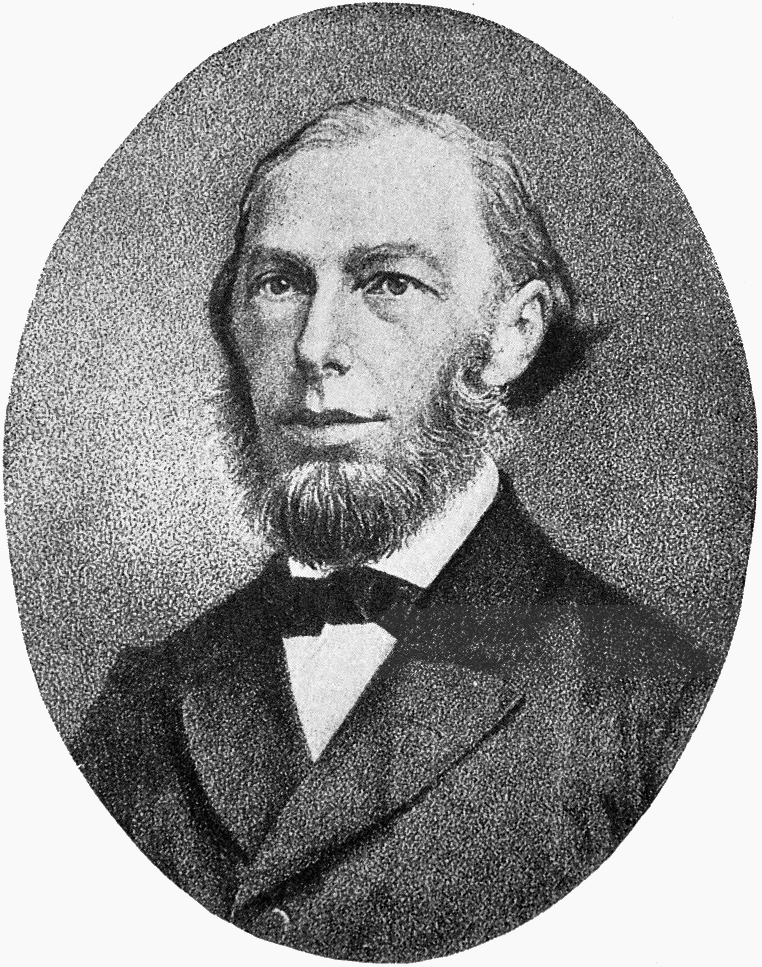
Max Schultze, um 1860

Max Johann Sigismund Schultze, auch  Maximilian  (* 25. März 1825 in Freiburg im Breisgau; † 16. Januar 1874 in Bonn) war ein deutscher Anatom und Zoologe. Sein Autorenkürzel ist M.Schultze.

## Herkunft
Schultze stammte aus einer Gelehrten- und Beamtenfamilie. Seine Eltern waren Karl August Sigismund Schultze und dessen Ehefrau Friederike geborene Bellermann (1805–1885). Sein Vater war Professor für Anatomie und Physiologie in Freiburg und ab 1830 in Greifswald. Sein Bruder Bernhard Sigmund Schultze wurde Gynäkologe und war von 1858 bis 1903 Professor an der Universität Jena. Der Bruder August Sigismund Schultze (1833–1918) war Jurist und Hochschullehrer an der Universität Straßburg.

## Leben
1845 begann Max Schultze mit dem Medizinstudium an der Universität Greifswald. Das Wintersemester 1845/46 verbrachte er bei Johannes Peter Müller in Berlin. 1849 wurde er bei seinem Vater promoviert. 1850 habilitierte er sich in Greifswald und wurde Privatdozent sowie Prosektor am dortigen Anatomischen Institut. Schultze war ab 1854 außerordentlicher Professor an der Universität Halle und ab 1859 Ordinarius an der Universität Bonn. 1860 wurde er in die Deutsche Akademie der Naturforscher Leopoldina gewählt. Max Schultze wurde 1871 korrespondierendes Mitglied der Bayerischen Akademie der Wissenschaften. 1872 wurde er zum korrespondierenden Mitglied der Göttinger Akademie der Wissenschaften gewählt.
1872 wurde er Direktor des Anatomischen Instituts in Bonn. 1865 hatte er die Zeitschrift Archiv für mikroskopische Anatomie gegründet, deren Herausgeber er bis zu seinem Tode war. Er war Mitbegründer der Zellenlehre (Zytologie und Förderer der Histologie; er erkannte erstmals Zytoplasma und Kern als notwendige Bestandteile einer lebenden Zelle), der Protoplasma-Theorie (unterschied bei der Zelle 1861 das Protoplasma und den Kern und zeigte, dass das Protoplasma unabhängig von der Art der Zelle immer nahezu die gleichen physikalischen Eigenschaften aufweist) und Begründer der Keimblattlehre. Er unterschied Stäbchen und Zapfen in der Retina. Außerdem beschrieb als erster die Thrombozyten. Weitere Arbeiten betrafen Nervenendigungen in Sinnesorganen, Komplexaugen und Strudelwürmer (Turbellarien). Er arbeitete als erster in der präparativen Technik mit Osmiumsäure und führte die physiologischen Lösungen (Blutersatzflüssigkeiten) ein.
Drei Jahre vor seinem Vater starb er an einem perforierten Ulcus duodeni.

## Familie
Er war zweimal verheiratet. Seine erste Frau wurde um 1855 Christine Bellermann (1830–1865), eine Tochter von Christian Friedrich Bellermann. Das Paar hatte fünf Söhne, von denen zwei früh starben. Es überlebte u. a.:
- Oskar Maximilian Sigismund (1859–1920), Professor der Anatomie in Würzburg, Hofrat

Nach dem Tod seiner ersten Frau heiratete er 1868 Sophie Sievers (1840–1911), die Tochter des Hildesheimer Zigarrenfabrikanten Hermann Dietrich Sievers (1809–1872) und der Theodora Warneken (1819–1852). Das Paar hatte noch einen Sohn:
- Hermann Sigmund (1872–1959), Dr. phil., Chemiker

## Schriften
- Beiträge zur Naturgeschichte der Turbellarien, 1851.
- Über den Organismus der Polythalamien (Foraminiferen) nebst Bemerkungen über die Rhizipoden im Allgemeinen. Leipzig, Engelmann, 1854.
- Beiträge zur Kenntnis der Landplanarien. 1857.
- Zur Kenntnis der elektrischen Organe der Fische. 1858.
- Die Hyalonemen. 1860.
- Über Muskelkörperchen und das, was man eine Zelle zu nennen habe. In: Archiv für Anatomie, Physiologie und wissenschaftliche Medicin. 1861, S. 1–27.
- Das Protoplasma der Rhizopoden und der Pflanzenzellen. 1863.
- De ovorum ranarum segmentatione. 1863.
- Ein heizbarer Objecttisch und seine Verwendung bei Untersuchungen des Blutes. 1865.
- Zur Anatomie und Physiologie der Retina. 1866.
- Ueber den gelben Fleck der Retina, seinen Einfluss auf normales Sehen und auf Farbenblindheit. M. Cohen u. Sohn, Bonn 1866.
- Über die zusammengesetzten Augen der Krebse und Insekten. 1868.
- Observationes de structura cellularum fibrarumque nervearum. 1868.